# Kozma Tibor (karmester)
Kozma Tibor (Budapest, Józsefváros, 1909. augusztus 14. – Bloomington, 1976. március 24.) magyar származású amerikai karmester, zongoraművész, zenei kísérő és énektanár. Karrierjét Európában és Ecuadorban kezdte operai karmesterként. 1941-ben az Amerikai Egyesült Államokba emigrált, és 1945-ben megkapta az amerikai állampolgárságot. Az 1940-es és 1950-es években karmesterként, zenei kísérőként és énektanárként dolgozott New Yorkban. 1950 és 1957 között a Metropolitan Opera karmestereként működött. Ezt követően haláláig sikeres tanári pályát folytatott a Jacobs Music Schoolban, az Indianai Egyetemen. 

## Élete
Kozma Rezső államvasúti ellenőr és Grünwald Julianna (1874–1924) gyermekeként született. 1931-ben végzett a budapesti Zeneakadémián. Ezt követően a drezdai Carl Maria von Weber Zeneművészeti Főiskolán folytatott tanulmányokat. Miután 1933-ban megszerezte diplomáját, operai karmesterként dolgozott Európában.
A második világháború kitörésekor elhagyta Európát, és 1939-ben csatlakozott az ecuadori Quito-i operaházhoz. 1941-ben az Egyesült Államokba emigrált és New Yorkban telepedett le. Ott karrierjét karmesterként és énektanárként kezdte olyan Broadway produkciókban, mint a Porgy és Bess, valamint Eva Le Gallienne Alice csodaországban című előadása. A Carmen Jones című színházi darab első országos turnéján vezényelt és kísérőként is fellépett, mégpedig Csabay László tenor mellett, aki 1950-ben debütált New Yorkban. 1948-ban a Metropolitan Opera egyik énektanára lett, s végül 1950-ben csatlakozott az intézmény karmestereihez.
1951. január 4-én debütált karmesterként a MET-ben, ahol elsőként Johann Strauss A denevér című darabját vezényelte, melyben aznap Marguerite Piazza (Rosalinda), Set Svanholm (Eisenstein), Patrice Munsel (Adél), Eugene Conley (Alfréd) és Jarmilla Novotná (Orlovszky herceg) lépett színpadra. A következő hat évben összesen 82 előadást vezényelt az intézményben, köztük olyan művekkel mint Modest Mussorgsky Borisz Godunov ( Jerome Hines és Nell Rankin közreműködésével), Georges Bizet Carmen (Risë Stevens és Richard Tucker), Ruggero Leoncavallo Bajazzók (Lucine Amara, Ramon Vinay és Robert Merrill közreműködésével), Giuseppe Verdi Az álarcosbál (Zinka Milanov, Jan Peerce, Roberta Peters és Marian Anderson közreműködésével), Wolfgang Amadeus Mozart A varázsfuvola (Theodorral Uppman-nal és Mildred Allen-nel) és Richard Wagner A nürnbergi mesterdalnokok (Otto Edelmann, Albert Da Costa és Martha Lipton szopránnal) című operája. Utolsó megbízatása 1957. március 30-án volt, amikor Giacomo Puccini Bohémélet című operáját instruálta, melyben szerepet kapott Dorothy Kirsten (Mimì), Richard Tucker (Rodolfo), Laurel Hurley (Musetta) és Ettore Bastianini (Marcello).
A MET-en kívül az 1950-es években vezényelt az Empire State Music Festival-on is. 1954. július 1-jén a Lewisohn stadionban ifj. Johann Strauss A denevér című operájának koncertváltozatát vezényelte, Lois Hunt (Adél), Regina Resnik (Rosalinda), Charles Kullman (Alfréd) és Betty Allen (Orlovszky herceg) részvételével. 1960-ban Birgit Nilsson koncertjét dirigálta a Carnegie Hall-ban. Az 1950-es és 1960-as években számos európai operaházban dolgozott vendég-karmesterként. 
Az 1957 őszi szemeszterben csatlakozott az Indianai Egyetem zeneművészeti karához. Az iskola karmesteri és operai programjának vezetője volt, az Indianai Egyetem filharmonikusait és az Indianai Egyetem operatársulatát vezette haláláig. 1976-ban az Indiana állambeli Bloomingtonban halt meg autóbaleset következtében. Jelentős könyv- és kottagyűjteményét, a "Kozma Gyűjteményt" az Indianai Egyetem zenei könyvtárára hagyta.

## Fordítás
- Ez a szócikk részben vagy egészben  a   Tibor Kozma című angol Wikipédia-szócikk ezen változatának fordításán alapul.  Az eredeti cikk szerkesztőit annak laptörténete sorolja fel. Ez a jelzés csupán a megfogalmazás eredetét és a szerzői jogokat jelzi, nem szolgál a cikkben szereplő információk forrásmegjelöléseként.